# آن بيلدن
آن بيلدن (بالإنجليزية: Anne Belden)‏ هي لاعبة كرة الماء أمريكية، ولدت في 18 أبريل 1987.